# Guerlain
Guerlain ist ein französischer Kosmetikkonzern des gehobenen Segments und eines der ältesten Parfümhäuser der Welt. Von 1828 bis 1994 wurde das Unternehmen von der gleichnamigen Familie geführt, bis es an LVMH verkauft wurde. Seine Parfüms zeichneten sich häufig durch Noten von Vanille und Ambra aus. Heutzutage betreibt Guerlain ein internationales Netzwerk von Guerlain-Boutiquen und -Kosmetikinstituten („Spas“).

## Gründung
Das erste Haus Guerlain wurde 1828 von Pierre-François Pascal Guerlain in der Rue de Rivoli 42 in Paris eröffnet.
Pierre-François Guerlain kreierte dort mit seinen beiden Söhnen Aimé und Gabriel Parfums. Bereits damals stellte Guerlain besondere Ansprüche an seine Produkte und prägte folgenden Leitsatz: „Stellen Sie gute Produkte her, vernachlässigen Sie niemals die Qualität. Haben Sie einfache Ideen und verwirklichen Sie diese gewissenhaft.“ Mit steigender Anerkennung in vornehmen Gesellschaftskreisen expandierte das Haus 1840 in die Rue de la Paix. Der Erfolg Guerlains gipfelte 1853 mit der Kreation des Parfums Eau de Cologne Impériale, welches er Kaiserin Eugénie zu ihrer Vermählung mit Napoleon III. schenkte und ihm den Titel des königlichen Hofparfumeurs in Frankreich einbrachte. Auch Königin Victoria und Königin Isabella II. von Spanien zählten zu seinen Kunden.

## Nachfolge
Mit dem Tod Pierre-François Guerlains 1864 übernahmen seine beiden Söhne das Unternehmen. Gabriel übernahm die Geschäftsführung, und Aimé wurde Chefparfümeur. Aimé kreierte verschiedene bekannte Parfums: Fleur d’Italie (1884), Rococo (1887) und Eau de cologne du coq (1894). Sein vermutlich bekanntestes Parfum wurde Jicky (1889).

## Die dritte Generation
In dritter Generation übernahmen Gabriels Söhne Jacques Guerlain und Pierre Guerlain die Leitung. Jacques wurde Chefparfumeur und Pierre übernahm die geschäftliche Leitung. Einige von Jacques Parfums sind bis heute beliebt: Eau du Coq (1894), Mouchoir de Monsieur (1904), Après L’Ondée (1906), L’Heure Bleue (1912), Mitsouko (1919), und Guerlains bis heute hergestelltes Flaggschiff Shalimar (1925). Weitere Kreationen sind: Vol de Nuit (1933) als Hommage an Antoine de Saint-Exupéry und Air France. Ode (1955), Joy von Jean Patou, war die letzte Kreation von Jacques Guerlain. Verschiedene Flakons entwarf der Kristallglashersteller Baccarat. Der Duft Ode entstand unter Mithilfe seines damals 18-jährigen Enkelsohnes Jean-Paul Guerlain.

## Die vierte Generation
Jean-Paul Guerlain,  der Ururenkel des Unternehmensgründers Pierre François Pascal Guerlain, war der letzte Eigentümer und Chefparfumeur der Familie. Sein Spitzname in der Branche ist Le Nez, die Nase. Jean-Paul schuf Düfte wie Vétiver (1959), Habit Rouge (1965), Nahéma (1979), Jardins de Bagatelle (1983), Samsara (1989), sowie Héritage und Coriolan. Nachdem das Unternehmen 1994 an den Luxuskonzern LVMH verkauft worden war, arbeitete er noch als Berater für das Unternehmen. Mit Jean-Pauls Rückzug 2002 im Alter von 65 Jahren und dem Fehlen von Erben innerhalb der Familie endete die Epoche eines familiengeführten Parfumhauses. Die Familie Guerlain erhielt für ihre Firma einen kleinen Anteil an LVMH, der ihr 2024 mit einem Wert von 3.850 Mio. € den Platz 36 der reichsten Franzosen eintrug.

## Guerlain/LVMH
Nach der Übernahme Guerlains durch LVMH 1994 wurden familienfremde Parfümeure eingestellt: Mathilde Laurent, Maurice Roucel, Thierry Wasser und andere.
Seit Gründung des Hauses Guerlain wurden über 300 erfolgreiche Parfums hergestellt:
- Eau de Cologne impériale, 1853
- Fleur d’Italie, 1884
- Skine, 1885
- Rococo, 1887
- Jicky, 1889
- Excellence, 1890
- Belle France, 1892
- Cipricime, 1894
- Eau de Cologne du coq, 1894
- Jardin de mon curé, 1895
- Voilà pourquoi j’aimais Rosine, 1900
- Mouchoir de Monsieur, 1904
- Champs Élysées, 1904
- Après l’ondée, 1906
- Kadine, 1911
- L’Heure bleue, 1912
- Mitsouko, 1919
- Shalimar, 1925
- Liu, 1929
- Vol de Nuit, 1933
- Vega, 1936
- Ode, 1955
- Vetiver, 1956
- Chant d’Aromes, 1962
- Habit Rouge, 1965
- Chamade, 1969
- L’eau de Guerlain, 1974
- Parure, 1975
- First, 1976
- Silences, 1978
- Nahéma, 1979
- Jardins de Bagatelle, 1983
- Derby, 1985
- Samsara, 1989
- Héritage, 1992
- Petit Guerlain, 1994
- Un Air de Samsara, 1996
- Champs-Élysées, 1996
- Guerlinade, 1998
- L’Âme d’un Héros, 1998
- Terracotta, 1999
- Belle Epoque, 1999
- Cherry Blossom, 1999
- Aqua Allegoria Pamplelune, 1999
- Philtre d’Amour, 2000
- Aqua Allegoria Flora Nerolia, 2000
- Too Much, 2000
- Météorites, 2000
- Coriolan, 1998
- Mahora, 2000
- Purple Fantasy, 2001
- L’Instant de Guerlain, 2003
- Cuir Beluga, 2005
- Bois d’Arménie, 2006
- Insolence, 2006
- L’Instant Magic, 2007
- My Insolence, 2007
- Iris Ganache, 2007
- Cruel Gardenia, 2008
- Aqua Allegoria Figue-Iris, 2008
- Guerlain Homme, 2008
- Aqua Allegoria Flora Nymphea, 2010